# Robert Butler
Robert Butler   (Los Angeles, 17 de novembre de 1927 - Los Angeles, 3 de novembre de 2023) va ser un director de cinema i productor estatunidenc.

## Filmografia

### Director
- 1999: St. Michael's Crossing (sèrie TV)
- 1959: The Many Loves of Dobie Gillis (sèrie TV)
- 1960: Insight (sèrie TV)
- 1961: The Defenders (sèrie TV)
- 1961: The Dick Powell Show (sèrie TV)
- 1961: Dr. Kildare (sèrie TV)
- 1963: The Tinent (sèrie TV)
- 1965: Kilroy (sèrie TV)
- 1966: Blue Light (sèrie TV)
- 1966: Batman (sèrie TV)
- 1966: Felony Squad (sèrie TV)
- 1966: Star Trek: The Cage (TV)
- 1967: Cimarron Strip (sèrie TV)
- 1967: Ironside (sèrie TV)
- 1968: Guns in the Heather
- 1968: Hawaii Five-O (sèrie TV)
- 1969: Then Came Bronson (sèrie TV)
- 1969: The Computer Wore Tennis Shoes
- 1971: Instint executiu (The Barefoot Executive)
- 1971: Scandalous John
- 1971: Death Takes a Holiday (TV)
- 1972: Now You See Him, Now You Don't
- 1972: The Waltons (sèrie TV)
- 1972: Kung Fu (sèrie TV)
- 1973: Columbo: Temporada 2 de Columbo #Episodi 8: (Double Shock) (sèrie TV)
- 1973: The Blue Knight (TV)
- 1974: Columbo: Temporada 3 de Columbo #Episodi 5: Publish or Perish) (Sèrie TV)
- 1974: The Ultimate Thrill
- 1975: Black Bart (TV)
- 1975: Strange New World (TV)
- 1975: The Blue Knight (sèrie TV)
- 1976: Dark Victory (TV)
- 1976: James Dean (Telefilm)
- 1976: Mayday at 40,000 Feet! (TV)
- 1977: In the Glitter Palace (TV)
- 1978: Hot Lead and Cold Feet
- 1978: A Question of Guilt (TV)
- 1978: Lacy and the Mississippi Queen (TV)
- 1980: Night of the Juggler
- 1981: Underground Aces
- 1984: Amb l'aigua al coll (Up the Creek)
- 1984: Concrete Beat (TV)
- 1985: Moonlighting (TV)
- 1985: Our Family Honor (TV)
- 1986: Long Time Gone (TV)
- 1987: Out on a Limb (TV)
- 1988: Out of Time (TV)
- 1991: The Brotherhood (TV)
- 1991: Sisters (sèrie TV)
- 1993: Sirens (sèrie TV)
- 1994: White Mile (TV)
- 1997: Turbulències (Turbulence)
- 1998: Glory, Glory (TV)
- 1999: St. Michael's Crossing (sèrie TV)
- 2001: The Division (sèrie TV)

### Productor
- 1975: Black Bart (TV)
- 1988: Out of Time (TV)
- 1991: Sisters (sèrie TV)
- 1998: Glory, Glory (TV)